# Adamowizna (województwo podlaskie)
Adamowizna – wieś w Polsce położona w województwie podlaskim, w powiecie suwalskim, w gminie Szypliszki.
Pod koniec XIX wieku wieś liczyła 169 mieszkańców w 26 domach.
W latach 1975–1998 miejscowość administracyjnie należała do województwa suwalskiego.
We wsi kilka lat temu można było obejrzeć chatę, której część pochodzi z lat 40. XIX wieku. Na terenie gospodarstwa jest również budynek gospodarczy, prawdopodobnie także z XIX w. Pochodzący z tego samego okresu spichlerz został już rozebrany, z uwagi na zły stan techniczny. Wszystkie zabytkowe budynki zostały już rozebrane.